# ブギーバックマンション
ブギーバックマンションとは、東京都 目黒区中町 にある小沢健二とスチャダラパーのメンバーが住んでいたマンション。
正式なマンション名は「宝恵マンション」。

## 解説
これまでに50万枚を売上げた、1994年発売の小沢健二とスチャダラパーによるコラボレーション・シングル『今夜はブギーバック』は、当時住んでいたマンションの一室に集まって作られたことから、親友である彼らは、このマンションをブギーバックマンションと呼んでいる。2023年現在もブギーバックマンションは健在で、その部屋には入居者が住んでいる。
また、一部のファンは、歌詞の中にある「ブーツでドアを～ゲップで皆でSeyHello」という一節が、マンションの一室で行われた実話なのではないかと推測している。